# 육체의 증거
《육체의 증거》(영어: Body of Evidence)는 독일과 미국에서 제작된 울리 에델 감독의 1993년 에로 스릴러 영화이다. 마돈나, 윌럼 더포 등이 출연하였고, 디노 데라우렌티스 등이 제작에 참여하였다.

## 출연진
- 마돈나
- 윌럼 더포
- 조 만테이니아
- 앤 아처
- 줄리앤 무어
- 찰스 핼러핸
- 마크 롤스턴
- 제프 페리
- 리처드 릴리
- 위르겐 프로흐노
- 프랭크 랜젤라
- 마이클 포리스트

## 기타 제작진
- 공동 제작: 베른트 아이힝거, 헤르만 바이겔
- 라인 제작: 멜 델러
- 배역: 메리 조 슬레이터
- 미술: 빅토리아 폴
- 의상: 수전 베커